# 普伦茨劳
普伦茨劳（德語：Prenzlau，發音：[ˈpʁɛntslaʊ] ⓘ）是德国勃兰登堡州乌克马克县的城市，也是乌克马克县的县治，面积142.96平方千米，2023年12月31日人口为19,022人。

## 友好城市
截至2021年2月，普伦茨劳共与四座城市结为友好城市关系：
- 俄羅斯 波赫维斯特涅沃（1997年9月）
- 瑞士 乌斯特市（2000年）
- 立陶宛 瓦雷纳（2000年4月）
- 波蘭 巴尔利内克（2010年7月）

此外，该市还曾与以下城市缔结友好城市关系，后来双方均同意解除关系：
- 德国 下萨克森州 埃姆登（1990年至2007年）